# 生成色
生成色（きなりいろ）とは、無染色無漂白の布地の色を指す、ごく淡い灰色がかった黄褐色。別名エクリュ（écru）、エクリュベージュ（écru beige）。
明治以降に、エクリュの訳語として登場した色名で日本の伝統色名ではない。
伝統色で似た色味のものには、白茶（淡い褐色）、鳥の子色（鶏の卵殻の色）などがある。
青木玉の随筆『幸田文の箪笥の引き出し』には、幸田露伴の愛用した生成色の寝巻を娘の幸田文が朽葉色と表現していたとある。